# ФК Баратшаг Кебања

ФК Баратшаг Кебања (мађ. Kőbányai Barátság), је био мађарски фудбалски клуб . Седиште клуба је било у Кебањи, Будимпешта, Мађарска. Боје клуба су љубичаста и бела.

## Историјат клуба
Клуб је основан 1945. године а угашен 1947. године. ФК Баратшаг Кебања је дебитовао у првој мађарској лиги у сезони 1945/46. и крај сезоне је дочекао као деветнаести и испао из елитног такмичења.

## Историјат имена
- 1945 -1947: ФК Баратшаг Кебања − Kőbányai Barátság
- 1946: ујединио се са Кебања МТЕ −  Kőbányai MTE
- 1947: ујединио се са ФК Сентлеринц Баратшаг, (Szentlőrinci AC Barátság) и клуб је угашен

## Достигнућа
- Прва лига Мађарске у фудбалу:
  - 19. место (1) :1945/46.
- Друга лига Мађарске у фудбалу:
  - 13. место (1) :1946/47.[5]